# Allen Rossum
Allen Bonshaca Lamont Rossum (* 22. Oktober 1975 in Dallas, Texas) ist ein ehemaliger US-amerikanischer American-Football-Spieler auf der Position des Cornerbacks und des Return Specialists. In seiner Karriere spielte er für die Philadelphia Eagles, Green Bay Packers, Atlanta Falcons, San Francisco 49ers und Dallas Cowboys in der National Football League (NFL).

## Frühe Jahre
Rossum ging in seiner Geburtsstadt Dallas, Texas, auf die High School. Später besuchte er die University of Notre Dame.

## NFL

### Philadelphia Eagles
Rossum wurde im NFL-Draft 1998 von den Philadelphia Eagles in der dritten Runde an 85. Stelle ausgewählt. Hier blieb er zwei Saisons und wurde als Return Specialist und als Backup-Cornerback eingesetzt. In dieser Zeit erzielte er einen Touchdown. 1999 erzielte er die Franchise-Rekorde für die meisten Kickoff-Returns und die meisten Kickoff-Return-Yards für die Eagles.

### Green Bay Packersy
Zur Saison 2000 ging er für zwei Jahre zu den Green Bay Packers, wo er in dieser Zeit einen Punt-Return-Touchdown und einen Kickoff-Return-Touchdown erzielte.

### Atlanta Falcons
2002 wechselte er zu den Atlanta Falcons. Hier erzielte er mehrere Franchise-Rekorde, u. a. die meisten Punt-Return-Yards (1.723) und die meisten Kickoff-Return-Yards (5.489). Er erzielte zwei Punt-Return-Touchdowns und zwei Kickoff-Return-Touchdowns in fünf Jahren bei den Falcons. Im Play-off-Spiel 2004 gegen die St. Louis Rams erlief er 158 Punt-Return-Yards, was einen NFL-Rekord für ein Play-off-Spiel darstellt.

### Pittsburgh Steelers
Zur Saison 2007 wurde Rossum zu den Pittsburgh Steelers transferiert. Hier wurde er jedoch nach nur einer Saison wieder entlassen.

### San Francisco 49ers
Zur Saison 2008 unterschrieb Rossum einen Vertrag bei den San Francisco 49ers. In der Saison 2008 erzielte er im Spiel gegen die Detroit Lions seinen ersten und einzigen Touchdown nach einem Laufspielzug. Außerdem erzielte er einen Kickoff-Return-Touchdown in dieser Saison.

### Dallas Cowboys
Am 13. Oktober 2009 wurde Rossum von den Dallas Cowboys unter Vertrag genommen. In seinem ersten Saisonspiel für die Cowboys zog sich Rossum eine Verletzung zu. Im November desselben Jahres wurde Rossum entlassen und er trat vom American Football zurück.

## Privates
Rossum ist verheiratet und hat vier Töchter.